# Embelia dasythyrsa
Embelia dasythyrsa är en viveväxtart som beskrevs av Friedrich Anton Wilhelm Miquel. Embelia dasythyrsa ingår i släktet Embelia och familjen viveväxter. Inga underarter finns listade i Catalogue of Life.